# Инаксессибл (остров)
Инаксессибл (англ. Inaccessible Island, досл. «Недоступный остров») — вулканический остров площадью 14 км² в составе архипелага Тристан-да-Кунья, входящего в состав британской заморской территории Острова Святой Елены, Вознесения и Тристан-да-Кунья.

## География
Остров окружён скалами со всех сторон, и пристать к берегу очень сложно. Даже в хорошую погоду высадка весьма рискованна не только с судна, но и с самолета. Возможно, благодаря этим обстоятельствам на острове сохранилась уникальная природа. Вместе с островом Гоф остров Инаксессибл включён во Всемирное наследие ЮНЕСКО.

## Природа
Природа острова практически не тронута. Острова Найтингейл и Инаксессибл — одно из немногих мест обитания хохлатого пингвина и желтоклювого альбатроса.
На острове сохранилась птица-эндемик — тристанский пастушок (Atlantisia rogersi). Это самая маленькая нелетающая птица на планете.
На берегах также множество тюленей, а в водах вблизи острова водятся киты.

## История
Своё название остров получил в 1652 году после безуспешной попытки высадиться, предпринятой экипажем голландского судна t’Nachtglas.
В 1871 году на острове поселились братья Столтенхофф из Германии, которые хотели заниматься на нём тюленьим промыслом. Они не учли, что остров крайне редко посещается судами, и были вызволены с него только в 1873 году.
В 1922 году ботаником Эрнестом Шеклтоном на острове была открыта птица Nesospiza wilkinsi из рода островных овсянок. В 1938 году норвежские учёные обнаружили несколько растений, которые кроме острова Инаксессибл произрастают на острове Найтингейл. Другая крупнейшая экспедиция состоялась в 1962 году.
С 1976 года острова Найтингейл и Инаксессибл объявлены заповедником дикой природы, но жителям архипелага Тристан-да-Кунья разрешалось охотиться на морских птиц.
С 1997 года 20-километровая зона вокруг острова также объявлена заповедной, но круизным судам разрешается подходить к острову. Высадка на остров ограничена.